# 安德里伊夫卡 (卡赞卡市镇)
47°48′15″N 32°38′9″E / 47.80417°N 32.63583°E
安德里伊夫卡（烏克蘭語：Андріївка），是烏克蘭南部尼古拉耶夫州巴什坦卡區卡赞卡市镇内的村落。始建於1837年，面積0.69平方公里，海拔高度107米，2001年人口34。